# Burkhard von Hölnstein
Burkhard von Hölnstein (* um 1350) war ein württembergischer Adliger.

## Urkundliche Erwähnungen
Am 2. April 1395 verkaufte Burkhard von Hölnstein zu Roseck an den Prior und den Konvent der Augustiner zu Tübingen 2 Pfund Heller jährliche Gült aus seinem Weingarten zu Roseck in der Halde für 20 Pfund Heller Kapital.
Am 28. Oktober 1410 verkaufte Burkhard von Hölnstein zusammen mit der Burg Roseck das zugehörige Dorf Jesingen.
Burkhard von Hölnstein geriet mit Ostertag von Lustnau, dessen Bruder Hans von Lustnau und Heinz von Hailfingen in Streit, nachdem er die Burg Roseck, das Dorf Jesingen und die Kelter unter der Hirsenhalde an das Kloster Bebenhausen verkauft hatte. Bei dem Streit ging es um die Kelter, die seine Kontrahenten für ihr, von ihren Vätern ererbtes Eigentum hielten, während er sie für ein ablösbares Pfand derselben hielt.